# Vilhelminamål
Vilhelminamål eller Vilhelminabondska är ett norrländskt mål som talades och i någon mån ännu talas i Vilhelmina-området. Karl-Hampus Dahlstedt disputerade år 1950 vid Uppsala universitet med avhandlingen Det svenska Vilhelminamålet. Språkgeografiska studier över ett norrländskt nybyggarmål och dess granndialekter. Ett antal böcker med dikter på vilhelminamål har författats av Yngve Hellquist. Även Bo Johansson har författat poesi på vilhelminamål. 